# Tour cycliste de Guadeloupe 2014
Le Tour cycliste de Guadeloupe 2014 est la 64e édition du Tour cycliste de Guadeloupe. Il s'élance le 2 août à Pointe-à-Pitre et s'achève le 10 août à Basse-Terre. La course fait partie du calendrier UCI America Tour 2014, en catégorie 2.2.

## Présentation

### Parcours
Le parcours fait une longueur d'environ 1256 km et comprend neuf étapes, dont deux disputés en deux tronçons. Ce Tour de la Guadeloupe s'annonce plus difficile que le précédent avec le retour du célèbre « Mur de Saint-Claude » qui sera à gravir dès le troisième jour de course. Les grimpeurs pourront également compter sur les ascensions de Salée, Sapotille, Baille-Argent, Frédérique, ou encore le Col des Mamelles pour faire la différence.
Selon Boris Carène et Pierre Lebreton, vainqueurs des éditions 2011 et 2013, ce Tour de Guadeloupe sera bien plus exigeant que par le passé et promet un très beau vainqueur à l'arrivée.

### Équipes
Cette 64e édition du Tour de Guadeloupe compte 26 équipes inscrites, dont neuf invitées par l'organisateur. Parmi ces dernières, on trouve quatre équipe continentales, une équipe réserve, deux clubs de division nationale et les sélections de Martinique et d'Haïti.
| \| Nom de l'équipe \| Pays \| Code UCI \| Dir. Sportif \| \| ---------------------- \| ---------- \| -------- \| ----------------- \| \| Bridgestone Anchor \| Japon \| BGT \| Mizutani Takehiro \| \| Differdange Losch \| Luxembourg \| CCD \| Gabriel Gatti \| \| ISD Continental \| Ukraine \| ISD \| Yevgen Novykov \| \| Amore & Vita-Selle SMP \| Ukraine \| AMO \| Phil Cortes \| \| BMC Development \| États-Unis \| BMD \| Rik Verbrugghe \| \| Leogane Cycling Club \| Haïti \| \| Pablo Sarmiento \| \| Sélection Martinique \| France \| \| Moïse Rondel \| \| UC Cholet 49 \| France \| \| Yvonnick Bolgiani \| \| Entente Sud Gascogne \| France \| \| Dominique Arnaud \| |            |          |                   |
| Nom de l'équipe | Pays       | Code UCI | Dir. Sportif      |
| Bridgestone Anchor | Japon      | BGT      | Mizutani Takehiro |
| Differdange Losch | Luxembourg | CCD      | Gabriel Gatti     |
| ISD Continental | Ukraine    | ISD      | Yevgen Novykov    |
| Amore & Vita-Selle SMP | Ukraine    | AMO      | Phil Cortes       |
| BMC Development | États-Unis | BMD      | Rik Verbrugghe    |
| Leogane Cycling Club | Haïti      |          | Pablo Sarmiento   |
| Sélection Martinique | France     |          | Moïse Rondel      |
| UC Cholet 49 | France     |          | Yvonnick Bolgiani |
| Entente Sud Gascogne | France     |          | Dominique Arnaud  |

| \| Nom de l'équipe régionale \| Ville \| Dir. sportif \| \| ------------------------------------------- \| -------------------------- \| ------------------- \| \| ACL – Association Cycliste du Levant \| Saint-François \| Georges Balta \| \| CSCA - Convergence Sportive Cycliste Abymes \| Les Abymes \| Richard Loimon \| \| ASBM - Association Sportive Baie-Mahault \| Baie-Mahault \| Patrick Bord \| \| ASC ZEB a Pik 971 \| Baie-Mahault \| Sylviane Permal \| \| Excelsior \| Baie-Mahault \| Freddy Urie \| \| JCA – Jeunesse Cycliste des Abymes \| Les Abymes \| Jean-Pierre Sennoaj \| \| Resonex Gwada Bikers 118 \| Saint-François \| Tony Latchmansing \| \| Orange USR Vélo – Unité Sainte-Rosienne \| Sainte-Rose \| Kevin Rinaldi \| \| UCM – Union Cycliste Moule \| Le Moule \| Mathieu Fulbert \| \| USL – Union Sportive Lamentinoise \| Lamentin \| Riclaude Pensédent \| \| UVMG – Union Vélocipédique Marie-Galante \| Grand-Bourg, Marie Galante \| Éric Chebah \| \| UVN – Union Vélocipédique du Nord \| Anse-Bertrand \| Jean-Pierre Matou \| \| VCG – Vélo Club Grand-Case \| Grand-Case, Saint-Martin \| Anthony Sinnan \| \| VCS – Vélo Club Saintannais \| Sainte-Anne \| Franck Duro \| \| VCTR – Vélo Club Trois-Rivières \| Trois-Rivières \| Gérard Segretier \| \| VO2C – Vélo d'Or du Centre et de la Caraïbe \| Les Abymes \| Georges Balta \| \| EDS – Espoir Du Sud \| Les Abymes \| Gérard Segretier \| |                            |                     |
| Nom de l'équipe régionale | Ville                      | Dir. sportif        |
| ACL – Association Cycliste du Levant | Saint-François             | Georges Balta       |
| CSCA - Convergence Sportive Cycliste Abymes | Les Abymes                 | Richard Loimon      |
| ASBM - Association Sportive Baie-Mahault | Baie-Mahault               | Patrick Bord        |
| ASC ZEB a Pik 971 | Baie-Mahault               | Sylviane Permal     |
| Excelsior | Baie-Mahault               | Freddy Urie         |
| JCA – Jeunesse Cycliste des Abymes | Les Abymes                 | Jean-Pierre Sennoaj |
| Resonex Gwada Bikers 118 | Saint-François             | Tony Latchmansing   |
| Orange USR Vélo – Unité Sainte-Rosienne | Sainte-Rose                | Kevin Rinaldi       |
| UCM – Union Cycliste Moule | Le Moule                   | Mathieu Fulbert     |
| USL – Union Sportive Lamentinoise | Lamentin                   | Riclaude Pensédent  |
| UVMG – Union Vélocipédique Marie-Galante | Grand-Bourg, Marie Galante | Éric Chebah         |
| UVN – Union Vélocipédique du Nord | Anse-Bertrand              | Jean-Pierre Matou   |
| VCG – Vélo Club Grand-Case | Grand-Case, Saint-Martin   | Anthony Sinnan      |
| VCS – Vélo Club Saintannais | Sainte-Anne                | Franck Duro         |
| VCTR – Vélo Club Trois-Rivières | Trois-Rivières             | Gérard Segretier    |
| VO2C – Vélo d'Or du Centre et de la Caraïbe | Les Abymes                 | Georges Balta       |
| EDS – Espoir Du Sud | Les Abymes                 | Gérard Segretier    |

## Étapes
En marge de ce Tour cycliste de Guadeloupe se déroule un critérium couru sous la forme d'un contre-la-montre par équipes ne comptant pas pour le classement général. Celui-ci, qui ne sert qu'à désigner les maillots distinctifs pour la première étape, se déroule dans les rues de Pointe-à-Pitre sur une distance de 5,5 kilomètres. L'équipe BMC Development s'impose et l'Australien Alexander Morgan partira avec le maillot de leader pour le début de ce Tour cycliste de Guadeloupe.
| Étape     | Date         | Villes étapes                   | Type                        | Distance (km) | Vainqueur d’étape | Leader du classement général |
| --------- | ------------ | ------------------------------- | --------------------------- | ------------- | ----------------- | ---------------------------- |
| 1re étape | Sam. 2 août  | Pointe-à-Pitre – Deshaies       |                             | 162,5         | Juan Murillo      | Juan Murillo                 |
| 2ea étape | Dim. 3 août  | Deshaies – Baillif              |                             | 100,0         | Johan Coenen      | Clément Bommé                |
| 2eb étape | Dim. 3 août  | Basse-Terre – Saint-Claude      | Contre-la-montre individuel | 6,3           | Juan Murillo      | Clément Bommé                |
| 3e étape  | Lun. 4 août  | Basse-Terre – Morne-à-l'eau     |                             | 152,0         | Teddy Landre      | Clément Bommé                |
| 4e étape  | Mar. 5 août  | Morne-à-l'eau – Vieux-Habitants |                             | 142.6         | Thomas Lebas      | Juan Murillo                 |
| 5e étape  | Mer. 6 août  | Vieux-Habitants – Capesterre    |                             | 149,0         | Diego Milán       | Juan Murillo                 |
| 6e étape  | Jeu. 7 août  | Les Abymes – Les Abymes         |                             | 160,0         | Ignazio Moser     | Damien Monier                |
| 7e étape  | Ven. 8 août  | Capesterre – Bouillante         |                             | 145,0         | Jonathan Camargo  | Damien Monier                |
| 8ea étape | Sam. 9 août  | Bouillante – Lamentin           |                             | 95,0          | Jānis Dakteris    | Damien Monier                |
| 8eb étape | Sam. 9 août  | Lamentin - Lamentin             | Contre-la-montre individuel | 17,0          | John Nava         | John Nava                    |
| 9e étape  | Dim. 10 août | Lamentin – Basse-Terre          |                             | 121,0         | Adam Pierzga      | John Nava                    |

## Classements finals

### Classement général
|    | Cycliste         | Pays      | Équipe                               |    | Temps            |
| -- | ---------------- | --------- | ------------------------------------ | -- | ---------------- |
| 1  | John Nava        | Venezuela | Union Cycliste Moule                 | en | 30 h 49 min 19 s |
| 2  | Damien Monier    | France    | Bridgestone Anchor                   | +  | 31 s             |
| 3  | Juan Murillo     | Venezuela | Resonex Gwada Bikers 118             |    | 3 min 07 s       |
| 4  | Cédric Eustache  | France    | Sélection Martinique                 |    | 5 min 39 s       |
| 5  | Ludovic Turpin   | France    | Vélo Club Grand-Case                 |    | 6 min 15 s       |
| 6  | Boris Carène     | France    | Convergence Sportive Cycliste Abymes |    | 6 min 59 s       |
| 7  | Kéran Barolin    | France    | Union Véciclopédique du Nord         |    | 8 min 38 s       |
| 8  | César Bihel      | France    | Differdange-Losch                    |    | 8 min 48 s       |
| 9  | Thomas Lebas     | France    | Bridgestone Anchor                   |    | 9 min 35 s       |
| 10 | Jonathan Camargo | Venezuela | Convergence Sportive Cycliste Abymes |    | 10 min 09 s      |

### Classements annexes
|   | Cycliste     | Équipe                   | Points |
| - | ------------ | ------------------------ | ------ |
| 1 | Juan Murillo | Resonex Gwada Bikers 118 | 71     |
| 2 | John Nava    | Union Cycliste Moule     | 57     |
| 3 | César Bihel  | Differdange-Losch        | 56     |

|   | Cycliste         | Équipe                            | Points |
| - | ---------------- | --------------------------------- | ------ |
| 1 | Joann Ruffine    | Association Sportive Baie-Mahault | 32     |
| 2 | Freddie Guilloux | Union Cycliste Cholet 49          | 28     |
| 3 | Thomas Lebas     | Bridgestone Anchor                | 21     |

|   | Cycliste            | Équipe                   |    | Temps            |
| - | ------------------- | ------------------------ | -- | ---------------- |
| 1 | Clément Bommé       | Union Cycliste Cholet 49 | en | 31 h 06 min 53 s |
| 2 | Erwan Despeignes    | Union Cycliste Cholet 49 | +  | 17 min 38 s      |
| 3 | Valentin Baillifard | BMC Development          |    | 18 min 07 s      |

|   | Cycliste         | Équipe                            | Points |
| - | ---------------- | --------------------------------- | ------ |
| 1 | Jules Lanclume   | Jeunesse Sportive Cycliste Abymes | 38     |
| 2 | Hervé Arcade     | Sélection Martinique              | 18     |
| 3 | Camille Chancrin | Sélection Martinique              | 17     |

|   | Cycliste     | Équipe                   | Points |
| - | ------------ | ------------------------ | ------ |
| 1 | John Nava    | Union Cycliste Moule     | 7      |
| 2 | Juan Murillo | Resonex Gwada Bikers 118 | 13     |
| 3 | César Bihel  | Differdange-Losch        | 18     |

|   | Équipe                            | Pays       |    | Temps            |
| - | --------------------------------- | ---------- | -- | ---------------- |
| 1 | Differdange-Losch                 | Luxembourg | en | 92 h 23 min 55 s |
| 2 | Bridgestone Anchor                | Japon      | +  | 24 min 35 s      |
| 3 | Association Sportive Baie-Mahault | France     |    | 1 h 01 min 16 s  |